# DragonFable
Dragon Fable, popularmente chamado DF, é um jogo on-line de RPG solo criado pela Artix Entertainment em meados de 2006, o mesmo criador do popular Adventure Quest. É passado em um mundo místico chamado Lore, implementado em Flash e usa gráficos semelhantes a animes.
Cada conta pode ter 3 personagens (1 para contas não-ativadas,6 para contas pagas e 3 para contas ativadas). Para começar deve se escolher uma classe: Guerreiro (Warrior), Mago (Mage) ou Ladrão (Rogue). O jogo consiste em combates contra monstros para acumular experiência (Exp) e dinheiro (Gold), para comprar armas, acessórios e mascotes. O jogo tem vários lugares para se explorar e fazer buscas, também há eventos e guerras com temas baseados em feriados: Natal, Halloween, etc.
O Jogador pode jogar a gratuitamente ou pagar pelo Dragon Amulet (Amuleto do Dragão), que garante uma versão completa do jogo. Por cerca de 20 dólares você tem vantagens como: lugares secretos e exclusivos, itens exclusivos, carregar mais itens, e criar mais personagens.
De acordo com a Artix Enterteinment DragonFable é um Universo alternativo a Adventure Quest, seu predecessor. Ocorreram ocasionais crossovers entre ambos, muitas vezes voltados para o entretenimento do jogador, não sendo tão relevantes à história. Um dos fatos que pode explicar as incoerências entre a história de ambos os jogos é que, apesar de serem feitos pela mesma empresa indie, acontece uma divisão dentre os funcionários da AE, com uma certa autonomia da história de cada jogo.

## Combate
Grande parte de DragonFable gira em torno de batalhas contra monstros. Em uma batalha, personagens e monstros tem seus turnos, um ataca o outro para reduzir o HP (saúde ou vida) do outro a 0. No fim de cada batalha o jogador ganha a moeda Gold e EXP. No início, ao criar um personagem, deve-se escolher uma das três classes principais, dependendo do estilo de combate que preferir. São elas:
Warrior (Guerreiro): Primeira classe lançada no jogo. Não possui requerimentos de armas para usar habilidades. Seus poderes incluem aumento de força, aumento de defesa, golpes poderosos, DOTs (dano por turno) e ataques múltiplos;
Rogue (Ladrão): Usa duas adagas e, para usar algumas de suas habilidades, deve-se tê-las equipadas. Seus poderes incluem o desvio de golpes, ataques certeiros, golpes múltiplos e envenenamento;
Mage (Mago): A maioria de suas skills só podem ser utilizados com um staff (bastão) ou uma wand (varinha) equipada. Seus skills incluem ataques elementais (pode atacar com fogo, gelo, vento... com uma arma de elemento diferente), enfraquecer o inimigo, impedir que ele fuja, escudo mágico, DOTs e paralisar o oponente.

## Classes
- Iniciais:

Warrior (Guerreiro), Mage (Mago), Rogue (Ladrão)
- Avançadas:

DeathKnight (Cavaleiro da Morte): Zerar missões de Artix, exceto as duas últimas / Termina treinamento de Paladin e Necromancer
Paladin (Paladino): Zerar missões de Artix, exceto as duas últimas
Ranger (Arqueiro): Zerar a primeira missão de Zhoom
Ninja: Comprar item Itcy Itchy Paradise, que pode ser encontrado na loja de armas de Shadow of The Wind Village (Aldeia Ninja) por 3500 gold
Pirate (Pirata): Comprar item Forged Papers, que pode ser encontrado na loja de armas de Osprey Cove (Aldeia pirata) por 3500 gold
Necromancer (Necromante): Zerar missões de Artix, exceto as duas últimas
DragonSlayer (Matador de Dragões): Conseguindo Ice Dragon Scale em uma missão aleatória para abrir a armadura e treinando pegando uma enchanter stone na missão de Galanoth.
Technomancer (Mago Tecnológico):  Ter nivel 30 e muita paciência
SoulWeaver: Zerar missões de Tomix / Matar o chefe na guerra de Ravenloss
- Avançadas (Eventos):

Snuglebear (Urso do Amor): Aparece no dia dos namorados
Pumpkin Lord (Lorde das Abóboras): Aparece no Halloween
Chicken Cow Lord (Senhor das Vacas-galinhas): comprar por 45 Dragon Coins.
Evolved Pumpkin Lord (Lorde das Abóboras Evoluído): Aparece no Halloween
Shadow Hunter (Caçador das Sombras): Aparece no Halloween
Togslayer (Matador de Togs) Aparece no Natal
- Avançadas (DA):

Ascended ChickenCow (Vacalinha Ascendido), DragonLord (Lorde dos Dragões), Evolved DragonLord (Lorde dos Dragões Evoluído), Evolved ChickenCow Lord (Senhor da Vacalinha), DragonRider (Cavaleiro de Dragão), Guardian (Oferta disponível para quem comprou a versão completa de AdventureQuest), Doom Knight (disponível quando se tem um DA por dois anos), Ascendant/Cryptic/Riftwalker (Upgrade das classes iniciais, Mage, Rogue e Warrior, respectivamente), Necro Paragon (Disponível ao completar um desafio), Master SoulWeaver (Mestre SoulWeaver), Dreaming Togslayer (Desbloqueada ao completar um desafio).

## Profissões
- Ferreiro (Blacksmithing) é a primeira profissão, que deixa o jogador usar certos materiais para fazer várias armas. A mais poderosa delas é do nível 38. Personagens devem ir visitar Yulgar em sua loja.
- Alquimista (Alchemist) deixa o usuário melhorarem suas poções, para aumentar o tanto de vida e mana que ele pode recuperar. Personagens podem melhorar as poções para melhorar significativamente a cura. A profissão aumenta a poção de saúde e mana . Personagens devem ir a loja de Reens e Alina para seguir a profissão.

## Lojas e equipamentos
Existem 7 tipos de itens que modificam o efetivo do personagem em combate:
- Armas são usados para atacar e fazer dano nos monstros.
- Cintos modificam as estatísticas do personagem.
- Anéis modificam as estatísticas do personagem.
- Pets são um ataque extra.
- Colares modificam as estatísticas do personagem.
- Capacetes modificam as estatísticas e a aparência do personagem.
- Capas e Asas modificam as estatísticas e a aparência do personagem.
- Artefatos Modificam as estatísticas do personagem e fazem alterações em determinadas classes.

## História
O jogo capítulos chamados de livros, no final de cada um há um epílogo que dá pistas para o início do próximo.
Existem atualmente três livros, contendo várias histórias principais e missões secundárias:
Livro I: Saga das Órbitas
Livro II: Distúrbio Elemental
Livro III: O Fim da Magia

### Feriados
Hero's Heart Day: Evento especial do dia dos namorados
April Fools Day: Especial do Dia da Mentira
Mogloween: Dia das Bruxas 
Thankstaking: Especial do dia de ação de Graças
Frostval: Evento do Natal 

### Dragon Amulet
É a versão completa do jogo. Ao adquirir o item através de uma das formas de pagamento especificadas no site compra-se acesso quase ilimitado aos recursos do DF, uma parcela de 200 DCs por personagem ao qual fez-se upgrade, só não o sendo por causa dos itens comprados com DragonCoins (DC).

### DragonCoins
DragonCoins (também conhecido como DC) são uma espécie de moeda adquirida com dinheiro real, podendo ser adquirida via Portal Artix, através de outras formas de pagamento, ou até mesmo por ofertas geradas para obtenção de Artix Points que podem ser convertidos em DCs. DragonCoins são utilizados na compra de itens inacessíveis no jogo, incluindo para os detentores de Dragon Amulets. 